# Okręg wyborczy nr 2 do Sejmu Rzeczypospolitej Polskiej
Okręg wyborczy nr 2 do Sejmu Rzeczypospolitej Polskiej obejmuje obszar miasta na prawach powiatu Wałbrzycha oraz powiatów dzierżoniowskiego, kłodzkiego, świdnickiego, wałbrzyskiego i ząbkowickiego (województwo dolnośląskie). W obecnym kształcie został utworzony w 2001. Wybieranych jest w nim 8 posłów w systemie proporcjonalnym (do 2005 wybierano 9 posłów). W wyborach parlamentarnych w 2011 roku, okręg ten był jedynym w Polsce okręgiem wyborczym do Sejmu RP, w którym liczba wybranych kobiet (5) była wyższa, niż liczba wybranych mężczyzn (3).
Siedzibą okręgowej komisji wyborczej jest Wałbrzych.

## Wyniki wyborów
| Podział 9 mandatów: SLD–UP: 6 Samoobrona: 1 PO: 1 LPR: 1 |

| Podział 8 mandatów: SLD: 1 Samoobrona: 1 PO: 3 PiS: 3 |

| Podział 8 mandatów: LiD: 1 PO: 5 PiS: 2 |

| Podział 8 mandatów: RP: 1 PO: 5 PiS: 2 |

| Podział 8 mandatów: K’15: 1 PO: 4 PiS: 3 |

| Podział 8 mandatów: SLD: 1 KO: 3 PiS: 4 |

| Podział 8 mandatów: KO: 4 TD: 1 PiS: 3 |

## Reprezentanci okręgu
| Sejm | Rok  | Poseł KW         | Poseł KW         | Poseł KW                             | Poseł KW        | Poseł KW                 | Poseł KW                         | Poseł KW      | Poseł KW          | Poseł KW | Poseł KW                          | Poseł KW                            | Poseł KW         | Poseł KW     | Poseł KW               | Poseł KW | Poseł KW             | Poseł KW | Poseł KW       |
| ---- | ---- | ---------------- | ---------------- | ------------------------------------ | --------------- | ------------------------ | -------------------------------- | ------------- | ----------------- | -------- | --------------------------------- | ----------------------------------- | ---------------- | ------------ | ---------------------- | -------- | -------------------- | -------- | -------------- |
| IV   | 2001 |                  | M. Dyduch SLD–UP |                                      | M. Jedoń SLD–UP |                          | C. Pogoda SLD–UP                 |               | Z. Chlebowski PO  |          | M. Banaś SLD–UP                   |                                     | K. Herman SLD–UP |              | F. Franczak Samoobrona |          | A. Markiewicz SLD–UP |          | G. Górniak LPR |
| V    | 2005 |                  | W. Wiązowski PiS | H. Gołębiewski SLD (2005) LiD (2007) |                 | R. Wawryniewicz PiS      |                                  | J. Szulc PO   | Z. Chlebowski PO  |          | I. Mrzygłocka PO (2005) KO (2019) | G. Kołacz Samoobrona                |                  | G. Roman PiS | –                      | –        |                      |          |                |
| VI   | 2007 |                  | W. Wiązowski PiS | H. Gołębiewski SLD (2005) LiD (2007) | A. Zalewska PiS |                          | T. Smolarz PO                    | J. Szulc PO   | Z. Chlebowski PO  |          | I. Mrzygłocka PO (2005) KO (2019) | M. Wielichowska PO (2007) KO (2019) |                  |              | –                      | –        |                      |          |                |
| VII  | 2011 | A. Dąbrowski PiS |                  | H. Szymiec-Raczyńska RP              | A. Zalewska PiS | A. Kołacz-Leszczyńska PO | T. Smolarz PO                    | J. Szulc PO   |                   |          | I. Mrzygłocka PO (2005) KO (2019) | M. Wielichowska PO (2007) KO (2019) |                  |              | –                      | –        |                      |          |                |
| VII  | 2014 | A. Dąbrowski PiS | T. Świło PO      | H. Szymiec-Raczyńska RP              | A. Zalewska PiS | A. Kołacz-Leszczyńska PO | R. Jagła PO                      |               |                   |          | I. Mrzygłocka PO (2005) KO (2019) | M. Wielichowska PO (2007) KO (2019) |                  |              | –                      | –        |                      |          |                |
| VIII | 2015 | M. Dworczyk PiS  |                  | I. Zyska K’15 (2015) PiS (2019)      | A. Zalewska PiS | A. Kołacz-Leszczyńska PO | T. Siemoniak PO (2015) KO (2019) |               | W. Murdzek PiS    |          | I. Mrzygłocka PO (2005) KO (2019) | M. Wielichowska PO (2007) KO (2019) |                  |              | –                      | –        |                      |          |                |
| VIII | 2019 | M. Dworczyk PiS  | M. Badora PiS    | I. Zyska K’15 (2015) PiS (2019)      |                 | A. Kołacz-Leszczyńska PO | T. Siemoniak PO (2015) KO (2019) |               | W. Murdzek PiS    |          | I. Mrzygłocka PO (2005) KO (2019) | M. Wielichowska PO (2007) KO (2019) |                  |              | –                      | –        |                      |          |                |
| IX   | 2019 | M. Dworczyk PiS  |                  | I. Zyska K’15 (2015) PiS (2019)      | M. Gwóźdź PiS   |                          | T. Siemoniak PO (2015) KO (2019) | M. Dyduch SLD | W. Murdzek PiS    |          | I. Mrzygłocka PO (2005) KO (2019) | M. Wielichowska PO (2007) KO (2019) |                  |              | –                      | –        |                      |          |                |
| X    | 2023 | M. Dworczyk PiS  |                  | I. Zyska K’15 (2015) PiS (2019)      | M. Gwóźdź PiS   | A. Leo TD                | S. Bielawska KO                  |               | M. Chmielewski KO |          | I. Mrzygłocka PO (2005) KO (2019) | M. Wielichowska PO (2007) KO (2019) |                  |              | –                      | –        |                      |          |                |
| X    | 2024 | G. Macko PiS     | R. Jagła KO      | I. Zyska K’15 (2015) PiS (2019)      | M. Gwóźdź PiS   | A. Leo TD                | S. Bielawska KO                  |               | M. Chmielewski KO |          |                                   | M. Wielichowska PO (2007) KO (2019) |                  |              | –                      | –        |                      |          |                |

### Wybory parlamentarne 2001
| Komitet wyborczy                                      | Komitet wyborczy                              | Głosów  | %     | Mandaty | Wybrani posłowie                                                                                  |
| ----------------------------------------------------- | --------------------------------------------- | ------- | ----- | ------- | ------------------------------------------------------------------------------------------------- |
|                                                       | KKW Sojusz Lewicy Demokratycznej – Unia Pracy | 124 238 | 52,68 | 6       | Marek Dyduch, Mieczysław Jedoń, Czesław Pogoda, Krystyna Herman, Adam Markiewicz, Magdalena Banaś |
|                                                       | KWW Platforma Obywatelska                     | 27 681  | 11,74 | 1       | Zbigniew Chlebowski                                                                               |
|                                                       | Samoobrona Rzeczpospolitej Polskiej           | 25 723  | 10,91 | 1       | Franciszek Franczak                                                                               |
|                                                       | Liga Polskich Rodzin                          | 15 272  | 6,48  | 1       | Grzegorz Górniak                                                                                  |
|                                                       | Polskie Stronnictwo Ludowe                    | 12 921  | 5,48  | –       |                                                                                                   |
|                                                       | Prawo i Sprawiedliwość                        | 11 003  | 4,67  | –       |                                                                                                   |
|                                                       | KKW Akcja Wyborcza Solidarność Prawicy        | 9996    | 4,24  | –       |                                                                                                   |
|                                                       | Unia Wolności                                 | 7705    | 3,27  | –       |                                                                                                   |
|                                                       | Alternatywa Ruch Społeczny                    | 1294    | 0,55  | –       |                                                                                                   |
| Frekwencja: 43,89% Źródło: Państwowa Komisja Wyborcza |                                               |         |       |         |                                                                                                   |

Poniższa tabela przedstawia podział mandatów dla komitetów wyborczych na podstawie uzyskanych głosów, a następnie obliczonych ilorazów wyborczych na podstawie zmodyfikowanej metody Sainte-Laguë.
|        | KKW Sojusz Lewicy Demokratycznej – Unia Pracy | 124 238 | 88 741 | 41 413 | 24 848 | 17 748 | 13 804 | 11 294 | 9557 | 8283 | 7308 | 6 | 5,16 |
|        | KWW Platforma Obywatelska                     | 27 681  | 19 772 | 9227   | 5536   | 3954   | 3076   | 2516   | 2129 | 1845 | 1628 | 1 | 1,15 |
|        | Samoobrona Rzeczpospolitej Polskiej           | 25 723  | 18 374 | 8574   | 5145   | 3675   | 2858   | 2338   | 1979 | 1715 | 1513 | 1 | 1,07 |
|        | Liga Polskich Rodzin                          | 15 272  | 10 909 | 5091   | 3054   | 2182   | 1697   | 1388   | 1175 | 1018 | 898  | 1 | 0,63 |
|        | Polskie Stronnictwo Ludowe                    | 12 921  | 9229   | 4307   | 2584   | 1846   | 1436   | 1175   | 994  | 861  | 760  | 0 | 0,54 |
|        | Prawo i Sprawiedliwość                        | 11 003  | 7859   | 3668   | 2201   | 1572   | 1223   | 1000   | 846  | 734  | 647  | 0 | 0,46 |
| Ogółem | Ogółem                                        | 216 838 | –      | –      | –      | –      | –      | –      | –    | –    | –    | 9 | 9    |

### Wybory parlamentarne 2005
| Komitet wyborczy                                      | Komitet wyborczy                        | Głosów | %     | Mandaty | Wybrani posłowie                                         |
| ----------------------------------------------------- | --------------------------------------- | ------ | ----- | ------- | -------------------------------------------------------- |
|                                                       | Platforma Obywatelska RP                | 50 871 | 25,93 | 3       | Zbigniew Chlebowski, Izabela Mrzygłocka, Jakub Szulc     |
|                                                       | Prawo i Sprawiedliwość                  | 43 564 | 22,21 | 3       | Ryszard Wawryniewicz, Waldemar Wiązowski, Giovanni Roman |
|                                                       | Sojusz Lewicy Demokratycznej            | 27 189 | 13,86 | 1       | Henryk Gołębiewski                                       |
|                                                       | Samoobrona Rzeczpospolitej Polskiej     | 25 995 | 13,25 | 1       | Grzegorz Kołacz                                          |
|                                                       | Liga Polskich Rodzin                    | 14 220 | 7,25  | –       |                                                          |
|                                                       | Polskie Stronnictwo Ludowe              | 12 766 | 6,51  | –       |                                                          |
|                                                       | Socjaldemokracja Polska                 | 10 369 | 5,29  | –       |                                                          |
|                                                       | Partia Demokratyczna – demokraci.pl     | 3356   | 1,71  | –       |                                                          |
|                                                       | Platforma Janusza Korwin-Mikke          | 3086   | 1,57  | –       |                                                          |
|                                                       | Polska Partia Pracy                     | 1621   | 0,83  | –       |                                                          |
|                                                       | Ruch Patriotyczny                       | 1562   | 0,80  | –       |                                                          |
|                                                       | Polska Partia Narodowa                  | 602    | 0,31  | –       |                                                          |
|                                                       | KWW – Ogólnopolska Koalicja Obywatelska | 504    | 0,26  | –       |                                                          |
|                                                       | Narodowe Odrodzenie Polski              | 461    | 0,24  | –       |                                                          |
| Frekwencja: 35,74% Źródło: Państwowa Komisja Wyborcza |                                         |        |       |         |                                                          |

Poniższa tabela przedstawia podział mandatów dla komitetów wyborczych na podstawie uzyskanych głosów, a następnie obliczonych ilorazów wyborczych na podstawie metody D’Hondta.
| Podział mandatów dla komitetów wyborczych na podstawie metody D’Hondta | Podział mandatów dla komitetów wyborczych na podstawie metody D’Hondta | Podział mandatów dla komitetów wyborczych na podstawie metody D’Hondta | Podział mandatów dla komitetów wyborczych na podstawie metody D’Hondta | Podział mandatów dla komitetów wyborczych na podstawie metody D’Hondta | Podział mandatów dla komitetów wyborczych na podstawie metody D’Hondta | Podział mandatów dla komitetów wyborczych na podstawie metody D’Hondta | Podział mandatów dla komitetów wyborczych na podstawie metody D’Hondta | Podział mandatów dla komitetów wyborczych na podstawie metody D’Hondta | Podział mandatów dla komitetów wyborczych na podstawie metody D’Hondta | Podział mandatów dla komitetów wyborczych na podstawie metody D’Hondta |
| Komitet wyborczy                                                       | Komitet wyborczy                                                       | Liczba głosów                                                          | Iloraz wyborczy                                                        | Iloraz wyborczy                                                        | Iloraz wyborczy                                                        | Iloraz wyborczy                                                        | Iloraz wyborczy                                                        | Iloraz wyborczy                                                        | Mandaty                                                                | TP                                                                     |
| Komitet wyborczy                                                       | Komitet wyborczy                                                       | Liczba głosów                                                          | /1                                                                     | /2                                                                     | /3                                                                     | /4                                                                     | ...                                                                    | /8                                                                     | Mandaty                                                                | TP                                                                     |
| ---------------------------------------------------------------------- | ---------------------------------------------------------------------- | ---------------------------------------------------------------------- | ---------------------------------------------------------------------- | ---------------------------------------------------------------------- | ---------------------------------------------------------------------- | ---------------------------------------------------------------------- | ---------------------------------------------------------------------- | ---------------------------------------------------------------------- | ---------------------------------------------------------------------- | ---------------------------------------------------------------------- |
|                                                                        | Platforma Obywatelska RP                                               | 50 871                                                                 | 50 871                                                                 | 25 436                                                                 | 16 957                                                                 | 12 718                                                                 | ...                                                                    | 6359                                                                   | 3                                                                      | 2,33                                                                   |
|                                                                        | Prawo i Sprawiedliwość                                                 | 43 564                                                                 | 43 564                                                                 | 21 782                                                                 | 14 521                                                                 | 10 891                                                                 | ...                                                                    | 5446                                                                   | 3                                                                      | 2,00                                                                   |
|                                                                        | Sojusz Lewicy Demokratycznej                                           | 27 189                                                                 | 27 189                                                                 | 13 595                                                                 | 9063                                                                   | 6797                                                                   | ...                                                                    | 3399                                                                   | 1                                                                      | 1,25                                                                   |
|                                                                        | Samoobrona Rzeczpospolitej Polskiej                                    | 25 995                                                                 | 25 995                                                                 | 12 998                                                                 | 8665                                                                   | 6499                                                                   | ...                                                                    | 3249                                                                   | 1                                                                      | 1,19                                                                   |
|                                                                        | Liga Polskich Rodzin                                                   | 14 220                                                                 | 14 220                                                                 | 7110                                                                   | 4740                                                                   | 3555                                                                   | ...                                                                    | 1778                                                                   | 0                                                                      | 0,65                                                                   |
|                                                                        | Polskie Stronnictwo Ludowe                                             | 12 766                                                                 | 12 766                                                                 | 6383                                                                   | 4255                                                                   | 3192                                                                   | ...                                                                    | 1596                                                                   | 0                                                                      | 0,58                                                                   |
| Ogółem                                                                 | Ogółem                                                                 | 174 605                                                                | –                                                                      | –                                                                      | –                                                                      | –                                                                      | –                                                                      | –                                                                      | 8                                                                      | 8                                                                      |

### Wybory parlamentarne 2007
| Komitet wyborczy                                      | Komitet wyborczy                      | Głosów  | %     | Mandaty | Wybrani posłowie                                                                          |
| ----------------------------------------------------- | ------------------------------------- | ------- | ----- | ------- | ----------------------------------------------------------------------------------------- |
|                                                       | Platforma Obywatelska RP              | 125 854 | 46,39 | 5       | Zbigniew Chlebowski, Izabela Mrzygłocka, Jakub Szulc, Tomasz Smolarz, Monika Wielichowska |
|                                                       | Prawo i Sprawiedliwość                | 71 143  | 26,23 | 2       | Waldemar Wiązowski, Anna Zalewska                                                         |
|                                                       | KKW Lewica i Demokraci SLD+SDPL+PD+UP | 42 679  | 15,73 | 1       | Henryk Gołębiewski                                                                        |
|                                                       | Polskie Stronnictwo Ludowe            | 21 063  | 7,76  | –       |                                                                                           |
|                                                       | Samoobrona Rzeczpospolitej Polskiej   | 4318    | 1,59  | –       |                                                                                           |
|                                                       | Polska Partia Pracy                   | 3394    | 1,25  | –       |                                                                                           |
|                                                       | Liga Polskich Rodzin                  | 2827    | 1,04  | –       |                                                                                           |
| Frekwencja: 48,91% Źródło: Państwowa Komisja Wyborcza |                                       |         |       |         |                                                                                           |

Poniższa tabela przedstawia podział mandatów dla komitetów wyborczych na podstawie uzyskanych głosów, a następnie obliczonych ilorazów wyborczych na podstawie metody D’Hondta.
| Podział mandatów dla komitetów wyborczych na podstawie metody D’Hondta | Podział mandatów dla komitetów wyborczych na podstawie metody D’Hondta | Podział mandatów dla komitetów wyborczych na podstawie metody D’Hondta | Podział mandatów dla komitetów wyborczych na podstawie metody D’Hondta | Podział mandatów dla komitetów wyborczych na podstawie metody D’Hondta | Podział mandatów dla komitetów wyborczych na podstawie metody D’Hondta | Podział mandatów dla komitetów wyborczych na podstawie metody D’Hondta | Podział mandatów dla komitetów wyborczych na podstawie metody D’Hondta | Podział mandatów dla komitetów wyborczych na podstawie metody D’Hondta | Podział mandatów dla komitetów wyborczych na podstawie metody D’Hondta | Podział mandatów dla komitetów wyborczych na podstawie metody D’Hondta | Podział mandatów dla komitetów wyborczych na podstawie metody D’Hondta | Podział mandatów dla komitetów wyborczych na podstawie metody D’Hondta |
| Komitet wyborczy                                                       | Komitet wyborczy                                                       | Liczba głosów                                                          | Iloraz wyborczy                                                        | Iloraz wyborczy                                                        | Iloraz wyborczy                                                        | Iloraz wyborczy                                                        | Iloraz wyborczy                                                        | Iloraz wyborczy                                                        | Iloraz wyborczy                                                        | Iloraz wyborczy                                                        | Mandaty                                                                | TP                                                                     |
| Komitet wyborczy                                                       | Komitet wyborczy                                                       | Liczba głosów                                                          | /1                                                                     | /2                                                                     | /3                                                                     | /4                                                                     | /5                                                                     | /6                                                                     | /7                                                                     | /8                                                                     | Mandaty                                                                | TP                                                                     |
| ---------------------------------------------------------------------- | ---------------------------------------------------------------------- | ---------------------------------------------------------------------- | ---------------------------------------------------------------------- | ---------------------------------------------------------------------- | ---------------------------------------------------------------------- | ---------------------------------------------------------------------- | ---------------------------------------------------------------------- | ---------------------------------------------------------------------- | ---------------------------------------------------------------------- | ---------------------------------------------------------------------- | ---------------------------------------------------------------------- | ---------------------------------------------------------------------- |
|                                                                        | Platforma Obywatelska RP                                               | 125 854                                                                | 125 854                                                                | 62 927                                                                 | 41 951                                                                 | 31 464                                                                 | 25 171                                                                 | 20 976                                                                 | 17 979                                                                 | 15 732                                                                 | 5                                                                      | 3,86                                                                   |
|                                                                        | Prawo i Sprawiedliwość                                                 | 71 143                                                                 | 71 143                                                                 | 35 572                                                                 | 23 714                                                                 | 17 786                                                                 | 14 229                                                                 | 11 857                                                                 | 10 163                                                                 | 8893                                                                   | 2                                                                      | 2,18                                                                   |
|                                                                        | KKW Lewica i Demokraci SLD+SDPL+PD+UP                                  | 42 679                                                                 | 42 679                                                                 | 21 340                                                                 | 14 226                                                                 | 10 670                                                                 | 8536                                                                   | 7113                                                                   | 6097                                                                   | 5335                                                                   | 1                                                                      | 1,31                                                                   |
|                                                                        | Polskie Stronnictwo Ludowe                                             | 21 063                                                                 | 21 063                                                                 | 10 532                                                                 | 7021                                                                   | 5266                                                                   | 4213                                                                   | 3511                                                                   | 3009                                                                   | 2633                                                                   | 0                                                                      | 0,65                                                                   |
| Ogółem                                                                 | Ogółem                                                                 | 260 739                                                                | –                                                                      | –                                                                      | –                                                                      | –                                                                      | –                                                                      | –                                                                      | –                                                                      | –                                                                      | 8                                                                      | 8                                                                      |

### Wybory parlamentarne 2011
| Komitet wyborczy                                      | Komitet wyborczy                  | Głosów  | %     | Mandaty | Wybrani posłowie |
| ----------------------------------------------------- | --------------------------------- | ------- | ----- | ------- | --- |
|                                                       | Platforma Obywatelska RP          | 102 368 | 45,39 | 5       | Izabela Mrzygłocka, Jakub Szulc, Monika Wielichowska, Tomasz Smolarz, Agnieszka Kołacz-Leszczyńska, Teresa Świło, Robert Jagła |
|                                                       | Prawo i Sprawiedliwość            | 54 271  | 24,06 | 2       | Bogdan Święczkowski, Anna Zalewska, Andrzej Dąbrowski                                                                          |
|                                                       | Ruch Palikota                     | 28 853  | 12,79 | 1       | Halina Szymiec-Raczyńska |
|                                                       | Sojusz Lewicy Demokratycznej      | 20 177  | 8,95  | –       | |
|                                                       | Polskie Stronnictwo Ludowe        | 13 832  | 6,13  | –       | |
|                                                       | Polska Jest Najważniejsza         | 4226    | 1,87  | –       | |
|                                                       | Polska Partia Pracy – Sierpień 80 | 1797    | 0,80  | –       | |
| Frekwencja: 42,76% Źródło: Państwowa Komisja Wyborcza |                                   |         |       |         | |

Poniższa tabela przedstawia podział mandatów dla komitetów wyborczych na podstawie uzyskanych głosów, a następnie obliczonych ilorazów wyborczych na podstawie metody D’Hondta.
| Podział mandatów dla komitetów wyborczych na podstawie metody D’Hondta | Podział mandatów dla komitetów wyborczych na podstawie metody D’Hondta | Podział mandatów dla komitetów wyborczych na podstawie metody D’Hondta | Podział mandatów dla komitetów wyborczych na podstawie metody D’Hondta | Podział mandatów dla komitetów wyborczych na podstawie metody D’Hondta | Podział mandatów dla komitetów wyborczych na podstawie metody D’Hondta | Podział mandatów dla komitetów wyborczych na podstawie metody D’Hondta | Podział mandatów dla komitetów wyborczych na podstawie metody D’Hondta | Podział mandatów dla komitetów wyborczych na podstawie metody D’Hondta | Podział mandatów dla komitetów wyborczych na podstawie metody D’Hondta | Podział mandatów dla komitetów wyborczych na podstawie metody D’Hondta | Podział mandatów dla komitetów wyborczych na podstawie metody D’Hondta | Podział mandatów dla komitetów wyborczych na podstawie metody D’Hondta |
| Komitet wyborczy                                                       | Komitet wyborczy                                                       | Liczba głosów                                                          | Iloraz wyborczy                                                        | Iloraz wyborczy                                                        | Iloraz wyborczy                                                        | Iloraz wyborczy                                                        | Iloraz wyborczy                                                        | Iloraz wyborczy                                                        | Iloraz wyborczy                                                        | Iloraz wyborczy                                                        | Mandaty                                                                | TP                                                                     |
| Komitet wyborczy                                                       | Komitet wyborczy                                                       | Liczba głosów                                                          | /1                                                                     | /2                                                                     | /3                                                                     | /4                                                                     | /5                                                                     | /6                                                                     | /7                                                                     | /8                                                                     | Mandaty                                                                | TP                                                                     |
| ---------------------------------------------------------------------- | ---------------------------------------------------------------------- | ---------------------------------------------------------------------- | ---------------------------------------------------------------------- | ---------------------------------------------------------------------- | ---------------------------------------------------------------------- | ---------------------------------------------------------------------- | ---------------------------------------------------------------------- | ---------------------------------------------------------------------- | ---------------------------------------------------------------------- | ---------------------------------------------------------------------- | ---------------------------------------------------------------------- | ---------------------------------------------------------------------- |
|                                                                        | Platforma Obywatelska RP                                               | 102 368                                                                | 102 368                                                                | 51 184                                                                 | 34 123                                                                 | 25 592                                                                 | 20 474                                                                 | 17 061                                                                 | 14 624                                                                 | 12 796                                                                 | 5                                                                      | 3,73                                                                   |
|                                                                        | Prawo i Sprawiedliwość                                                 | 54 271                                                                 | 54 271                                                                 | 27 136                                                                 | 18 090                                                                 | 13 568                                                                 | 10 854                                                                 | 9045                                                                   | 7753                                                                   | 6784                                                                   | 2                                                                      | 1,98                                                                   |
|                                                                        | Ruch Palikota                                                          | 28 853                                                                 | 28 853                                                                 | 14 427                                                                 | 9618                                                                   | 7213                                                                   | 5771                                                                   | 4809                                                                   | 4122                                                                   | 3607                                                                   | 1                                                                      | 1,05                                                                   |
|                                                                        | Sojusz Lewicy Demokratycznej                                           | 20 177                                                                 | 20 177                                                                 | 10 089                                                                 | 6726                                                                   | 5044                                                                   | 4035                                                                   | 3363                                                                   | 2882                                                                   | 2522                                                                   | 0                                                                      | 0,74                                                                   |
|                                                                        | Polskie Stronnictwo Ludowe                                             | 13 832                                                                 | 13 832                                                                 | 6916                                                                   | 4611                                                                   | 3458                                                                   | 2766                                                                   | 2305                                                                   | 1976                                                                   | 1729                                                                   | 0                                                                      | 0,50                                                                   |
| Ogółem                                                                 | Ogółem                                                                 | 219 201                                                                | –                                                                      | –                                                                      | –                                                                      | –                                                                      | –                                                                      | –                                                                      | –                                                                      | –                                                                      | 8                                                                      | 8                                                                      |

### Wybory parlamentarne 2015
| Komitet wyborczy                                      | Komitet wyborczy                             | Głosów | %     | Mandaty | Wybrani posłowie                                                                        |
| ----------------------------------------------------- | -------------------------------------------- | ------ | ----- | ------- | --------------------------------------------------------------------------------------- |
|                                                       | Platforma Obywatelska RP                     | 76 424 | 32,65 | 4       | Tomasz Siemoniak, Izabela Mrzygłocka, Monika Wielichowska, Agnieszka Kołacz-Leszczyńska |
|                                                       | Prawo i Sprawiedliwość                       | 72 929 | 31,15 | 3       | Michał Dworczyk, Anna Zalewska, Wojciech Murdzek, Maciej Badora                         |
|                                                       | KWW Kukiz’15                                 | 20 634 | 8,81  | 1       | Ireneusz Zyska                                                                          |
|                                                       | KKW Zjednoczona Lewica SLD+TR+PPS+UP+Zieloni | 20 517 | 8,76  | –       |                                                                                         |
|                                                       | Nowoczesna Ryszarda Petru                    | 15 544 | 6,64  | –       |                                                                                         |
|                                                       | KORWiN                                       | 10 075 | 4,30  | –       |                                                                                         |
|                                                       | Partia Razem                                 | 7984   | 3,41  | –       |                                                                                         |
|                                                       | Polskie Stronnictwo Ludowe                   | 7448   | 3,18  | –       |                                                                                         |
|                                                       | KWW JOW Bezpartyjni                          | 2540   | 1,09  | –       |                                                                                         |
| Frekwencja: 44,83% Źródło: Państwowa Komisja Wyborcza |                                              |        |       |         |                                                                                         |

Poniższa tabela przedstawia podział mandatów dla komitetów wyborczych na podstawie uzyskanych głosów, a następnie obliczonych ilorazów wyborczych na podstawie metody D’Hondta.
| Podział mandatów dla komitetów wyborczych na podstawie metody D’Hondta | Podział mandatów dla komitetów wyborczych na podstawie metody D’Hondta | Podział mandatów dla komitetów wyborczych na podstawie metody D’Hondta | Podział mandatów dla komitetów wyborczych na podstawie metody D’Hondta | Podział mandatów dla komitetów wyborczych na podstawie metody D’Hondta | Podział mandatów dla komitetów wyborczych na podstawie metody D’Hondta | Podział mandatów dla komitetów wyborczych na podstawie metody D’Hondta | Podział mandatów dla komitetów wyborczych na podstawie metody D’Hondta | Podział mandatów dla komitetów wyborczych na podstawie metody D’Hondta | Podział mandatów dla komitetów wyborczych na podstawie metody D’Hondta | Podział mandatów dla komitetów wyborczych na podstawie metody D’Hondta | Podział mandatów dla komitetów wyborczych na podstawie metody D’Hondta |
| Komitet wyborczy                                                       | Komitet wyborczy                                                       | Liczba głosów                                                          | Iloraz wyborczy                                                        | Iloraz wyborczy                                                        | Iloraz wyborczy                                                        | Iloraz wyborczy                                                        | Iloraz wyborczy                                                        | Iloraz wyborczy                                                        | Iloraz wyborczy                                                        | Mandaty                                                                | TP                                                                     |
| Komitet wyborczy                                                       | Komitet wyborczy                                                       | Liczba głosów                                                          | /1                                                                     | /2                                                                     | /3                                                                     | /4                                                                     | /5                                                                     | ...                                                                    | /8                                                                     | Mandaty                                                                | TP                                                                     |
| ---------------------------------------------------------------------- | ---------------------------------------------------------------------- | ---------------------------------------------------------------------- | ---------------------------------------------------------------------- | ---------------------------------------------------------------------- | ---------------------------------------------------------------------- | ---------------------------------------------------------------------- | ---------------------------------------------------------------------- | ---------------------------------------------------------------------- | ---------------------------------------------------------------------- | ---------------------------------------------------------------------- | ---------------------------------------------------------------------- |
|                                                                        | Platforma Obywatelska RP                                               | 76 424                                                                 | 76 424                                                                 | 38 212                                                                 | 25 475                                                                 | 19 106                                                                 | 15 285                                                                 | ...                                                                    | 9553                                                                   | 4                                                                      | 3,17                                                                   |
|                                                                        | Prawo i Sprawiedliwość                                                 | 72 929                                                                 | 72 929                                                                 | 36 465                                                                 | 24 310                                                                 | 18 232                                                                 | 14 586                                                                 | ...                                                                    | 9116                                                                   | 3                                                                      | 3,02                                                                   |
|                                                                        | KWW Kukiz’15                                                           | 20 634                                                                 | 20 634                                                                 | 10 317                                                                 | 6878                                                                   | 5159                                                                   | 4127                                                                   | ...                                                                    | 2579                                                                   | 1                                                                      | 0,86                                                                   |
|                                                                        | Nowoczesna Ryszarda Petru                                              | 15 544                                                                 | 15 544                                                                 | 7772                                                                   | 5181                                                                   | 3886                                                                   | 3109                                                                   | ...                                                                    | 1943                                                                   | 0                                                                      | 0,64                                                                   |
|                                                                        | Polskie Stronnictwo Ludowe                                             | 7448                                                                   | 7448                                                                   | 3724                                                                   | 2483                                                                   | 1862                                                                   | 1490                                                                   | ...                                                                    | 931                                                                    | 0                                                                      | 0,31                                                                   |
| Ogółem                                                                 | Ogółem                                                                 | 192 979                                                                | –                                                                      | –                                                                      | –                                                                      | –                                                                      | –                                                                      | –                                                                      | –                                                                      | 8                                                                      | 8                                                                      |

### Wybory parlamentarne 2019
| Komitet wyborczy                                      | Komitet wyborczy                           | Głosów  | %     | Mandaty | Wybrani posłowie                                                 |
| ----------------------------------------------------- | ------------------------------------------ | ------- | ----- | ------- | ---------------------------------------------------------------- |
|                                                       | Prawo i Sprawiedliwość                     | 114 728 | 40,54 | 4       | Michał Dworczyk, Ireneusz Zyska, Marcin Gwóźdź, Wojciech Murdzek |
|                                                       | KKW Koalicja Obywatelska PO .N iPL Zieloni | 90 812  | 32,09 | 3       | Tomasz Siemoniak, Monika Wielichowska, Izabela Mrzygłocka        |
|                                                       | Sojusz Lewicy Demokratycznej               | 34 957  | 12,35 | 1       | Marek Dyduch                                                     |
|                                                       | Polskie Stronnictwo Ludowe                 | 20 528  | 7,25  | –       |                                                                  |
|                                                       | Konfederacja Wolność i Niepodległość       | 15 346  | 5,42  | –       |                                                                  |
|                                                       | KWW Koalicja Bezpartyjni i Samorządowcy    | 6631    | 2,34  | –       |                                                                  |
| Frekwencja: 55,05% Źródło: Państwowa Komisja Wyborcza |                                            |         |       |         |                                                                  |

Poniższa tabela przedstawia podział mandatów dla komitetów wyborczych na podstawie uzyskanych głosów, a następnie obliczonych ilorazów wyborczych na podstawie metody D’Hondta.
| Podział mandatów dla komitetów wyborczych na podstawie metody D’Hondta | Podział mandatów dla komitetów wyborczych na podstawie metody D’Hondta | Podział mandatów dla komitetów wyborczych na podstawie metody D’Hondta | Podział mandatów dla komitetów wyborczych na podstawie metody D’Hondta | Podział mandatów dla komitetów wyborczych na podstawie metody D’Hondta | Podział mandatów dla komitetów wyborczych na podstawie metody D’Hondta | Podział mandatów dla komitetów wyborczych na podstawie metody D’Hondta | Podział mandatów dla komitetów wyborczych na podstawie metody D’Hondta | Podział mandatów dla komitetów wyborczych na podstawie metody D’Hondta | Podział mandatów dla komitetów wyborczych na podstawie metody D’Hondta | Podział mandatów dla komitetów wyborczych na podstawie metody D’Hondta | Podział mandatów dla komitetów wyborczych na podstawie metody D’Hondta |
| Komitet wyborczy                                                       | Komitet wyborczy                                                       | Liczba głosów                                                          | Iloraz wyborczy                                                        | Iloraz wyborczy                                                        | Iloraz wyborczy                                                        | Iloraz wyborczy                                                        | Iloraz wyborczy                                                        | Iloraz wyborczy                                                        | Iloraz wyborczy                                                        | Mandaty                                                                | TP                                                                     |
| Komitet wyborczy                                                       | Komitet wyborczy                                                       | Liczba głosów                                                          | /1                                                                     | /2                                                                     | /3                                                                     | /4                                                                     | /5                                                                     | ...                                                                    | /8                                                                     | Mandaty                                                                | TP                                                                     |
| ---------------------------------------------------------------------- | ---------------------------------------------------------------------- | ---------------------------------------------------------------------- | ---------------------------------------------------------------------- | ---------------------------------------------------------------------- | ---------------------------------------------------------------------- | ---------------------------------------------------------------------- | ---------------------------------------------------------------------- | ---------------------------------------------------------------------- | ---------------------------------------------------------------------- | ---------------------------------------------------------------------- | ---------------------------------------------------------------------- |
|                                                                        | Prawo i Sprawiedliwość                                                 | 114 728                                                                | 114 728                                                                | 57 364                                                                 | 38 243                                                                 | 28 682                                                                 | 22 946                                                                 | ...                                                                    | 14 341                                                                 | 4                                                                      | 3,32                                                                   |
|                                                                        | KKW Koalicja Obywatelska PO .N iPL Zieloni                             | 90 812                                                                 | 90 812                                                                 | 45 406                                                                 | 30 271                                                                 | 22 703                                                                 | 18 162                                                                 | ...                                                                    | 11 352                                                                 | 3                                                                      | 2,63                                                                   |
|                                                                        | Sojusz Lewicy Demokratycznej                                           | 34 957                                                                 | 34 957                                                                 | 17 479                                                                 | 11 652                                                                 | 8739                                                                   | 6991                                                                   | ...                                                                    | 4370                                                                   | 1                                                                      | 1,01                                                                   |
|                                                                        | Polskie Stronnictwo Ludowe                                             | 20 528                                                                 | 20 528                                                                 | 10 264                                                                 | 6843                                                                   | 5132                                                                   | 4106                                                                   | ...                                                                    | 2566                                                                   | 0                                                                      | 0,59                                                                   |
|                                                                        | Konfederacja Wolność i Niepodległość                                   | 15 346                                                                 | 15 346                                                                 | 7673                                                                   | 5115                                                                   | 3837                                                                   | 3069                                                                   | ...                                                                    | 1918                                                                   | 0                                                                      | 0,44                                                                   |
| Ogółem                                                                 | Ogółem                                                                 | 276 371                                                                | –                                                                      | –                                                                      | –                                                                      | –                                                                      | –                                                                      | –                                                                      | –                                                                      | 8                                                                      | 8                                                                      |

### Wybory parlamentarne 2023
| Komitet wyborczy                                      | Komitet wyborczy                                                           | Głosów  | %     | Mandaty | Wybrani posłowie                                                                           |
| ----------------------------------------------------- | -------------------------------------------------------------------------- | ------- | ----- | ------- | ------------------------------------------------------------------------------------------ |
|                                                       | KKW Koalicja Obywatelska PO .N iPL Zieloni                                 | 120 188 | 37,17 | 4       | Monika Wielichowska, Sylwia Bielawska, Izabela Mrzygłocka, Marek Chmielewski, Robert Jagła |
|                                                       | Prawo i Sprawiedliwość                                                     | 107 797 | 33,34 | 3       | Michał Dworczyk, Marcin Gwóźdź, Ireneusz Zyska, Grzegorz Macko                             |
|                                                       | KKW Trzecia Droga Polska 2050 Szymona Hołowni – Polskie Stronnictwo Ludowe | 39 215  | 12,13 | 1       | Aleksandra Leo                                                                             |
|                                                       | Nowa Lewica                                                                | 25 806  | 7,98  | –       |                                                                                            |
|                                                       | Konfederacja Wolność i Niepodległość                                       | 19 478  | 6,02  | –       |                                                                                            |
|                                                       | KWW Koalicja Bezpartyjni i Samorządowcy                                    | 5808    | 1,80  | –       |                                                                                            |
|                                                       | Polska Jest Jedna                                                          | 5068    | 1,57  | –       |                                                                                            |
| Frekwencja: 69,18% Źródło: Państwowa Komisja Wyborcza |                                                                            |         |       |         |                                                                                            |

Poniższa tabela przedstawia podział mandatów dla komitetów wyborczych na podstawie uzyskanych głosów, a następnie obliczonych ilorazów wyborczych na podstawie metody D’Hondta.
| Podział mandatów dla komitetów wyborczych na podstawie metody D’Hondta | Podział mandatów dla komitetów wyborczych na podstawie metody D’Hondta     | Podział mandatów dla komitetów wyborczych na podstawie metody D’Hondta | Podział mandatów dla komitetów wyborczych na podstawie metody D’Hondta | Podział mandatów dla komitetów wyborczych na podstawie metody D’Hondta | Podział mandatów dla komitetów wyborczych na podstawie metody D’Hondta | Podział mandatów dla komitetów wyborczych na podstawie metody D’Hondta | Podział mandatów dla komitetów wyborczych na podstawie metody D’Hondta | Podział mandatów dla komitetów wyborczych na podstawie metody D’Hondta | Podział mandatów dla komitetów wyborczych na podstawie metody D’Hondta | Podział mandatów dla komitetów wyborczych na podstawie metody D’Hondta | Podział mandatów dla komitetów wyborczych na podstawie metody D’Hondta |
| Komitet wyborczy                                                       | Komitet wyborczy                                                           | Liczba głosów                                                          | Iloraz wyborczy                                                        | Iloraz wyborczy                                                        | Iloraz wyborczy                                                        | Iloraz wyborczy                                                        | Iloraz wyborczy                                                        | Iloraz wyborczy                                                        | Iloraz wyborczy                                                        | Mandaty                                                                | TP                                                                     |
| Komitet wyborczy                                                       | Komitet wyborczy                                                           | Liczba głosów                                                          | /1                                                                     | /2                                                                     | /3                                                                     | /4                                                                     | /5                                                                     | ...                                                                    | /8                                                                     | Mandaty                                                                | TP                                                                     |
| ---------------------------------------------------------------------- | -------------------------------------------------------------------------- | ---------------------------------------------------------------------- | ---------------------------------------------------------------------- | ---------------------------------------------------------------------- | ---------------------------------------------------------------------- | ---------------------------------------------------------------------- | ---------------------------------------------------------------------- | ---------------------------------------------------------------------- | ---------------------------------------------------------------------- | ---------------------------------------------------------------------- | ---------------------------------------------------------------------- |
|                                                                        | KKW Koalicja Obywatelska PO .N iPL Zieloni                                 | 120 188                                                                | 120 188                                                                | 60 094                                                                 | 40 063                                                                 | 30 047                                                                 | 24 038                                                                 | ...                                                                    | 15 024                                                                 | 4                                                                      | 3,08                                                                   |
|                                                                        | Prawo i Sprawiedliwość                                                     | 107 797                                                                | 107 797                                                                | 53 899                                                                 | 35 932                                                                 | 26 949                                                                 | 21 559                                                                 | ...                                                                    | 13 475                                                                 | 3                                                                      | 2,76                                                                   |
|                                                                        | KKW Trzecia Droga Polska 2050 Szymona Hołowni – Polskie Stronnictwo Ludowe | 39 215                                                                 | 39 215                                                                 | 19 608                                                                 | 13 072                                                                 | 9804                                                                   | 7843                                                                   | ...                                                                    | 4902                                                                   | 1                                                                      | 1,00                                                                   |
|                                                                        | Nowa Lewica                                                                | 25 806                                                                 | 25 806                                                                 | 12 903                                                                 | 8602                                                                   | 6452                                                                   | 5161                                                                   | ...                                                                    | 3226                                                                   | 0                                                                      | 0,66                                                                   |
|                                                                        | Konfederacja Wolność i Niepodległość                                       | 19 478                                                                 | 19 478                                                                 | 9739                                                                   | 6493                                                                   | 4870                                                                   | 3896                                                                   | ...                                                                    | 2435                                                                   | 0                                                                      | 0,50                                                                   |
| Ogółem                                                                 | Ogółem                                                                     | 312 484                                                                | –                                                                      | –                                                                      | –                                                                      | –                                                                      | –                                                                      | –                                                                      | –                                                                      | 8                                                                      | 8                                                                      |